# Vacciniina
Vacciniina är ett släkte av fjärilar som beskrevs av James William Tutt, 1909. Vacciniina ingår i familjen juvelvingar, Lycaenidae. Släktets taxonomiska giltighet är i ifrågasatt då ingående arter enligt vissa källor tillförts till andra släkten.

## Dottertaxa tillVacciniina, i alfabetisk ordning[1]
- Vacciniina alcedo (Christoph, 1877)
  - Vacciniina alcedo noah (Herz, 1900)
  - Vacciniina alcedo occidentissima Rose, 1977
- Vacciniina omotoi Forster, 1972
- Vacciniina optilete (Knoch, 1781)
  - Vacciniina optilete basireducta Lempke, 1955
  - Vacciniina optilete clara (Heydemann, 1953)
  - Vacciniina optilete cordata (Blom, 1947)
  - Vacciniina optilete cosana (Higgins, 1930)
  - Vacciniina optilete crassipuncta (Blom, 1947)
  - Vacciniina optilete cyparissus (Hübner)
  - Vacciniina optilete daisetsuzana (Matsumura, 1926)
  - Vacciniina optilete dilutor Lempke, 1955
  - Vacciniina optilete inornata (Blom, 1947)
  - Vacciniina optilete kamuikotana (Matsumura, 1928)
  - Vacciniina optilete kingana (Matsumura, 1949)
  - Vacciniina optilete kurilensis (Matsumura, 1927)
  - Vacciniina optilete medea Hemming, 1934
  - Vacciniina optilete media Verity, 1946
  - Vacciniina optilete nemoptilete (Bryk, 1942)
  - Vacciniina optilete nigromaculata (Blom, 1947)
  - Vacciniina optilete parvipuncta (Blom, 1947)
  - Vacciniina optilete shonis (Matsumura, 1927)
  - Vacciniina optilete sibirica (Staudinger, 1892)
  - Vacciniina optilete uralensis Courvoisier, 1909
  - Vacciniina optilete virgularia (Blom, 1947)